# (2918) Salazar
(2918) Salazar (1980 TU4) – planetoida z pasa głównego asteroid okrążająca Słońce w ciągu 5,64 lat w średniej odległości 3,17 j.a. Odkryta 9 października 1980 roku.